# Ralph Seymour

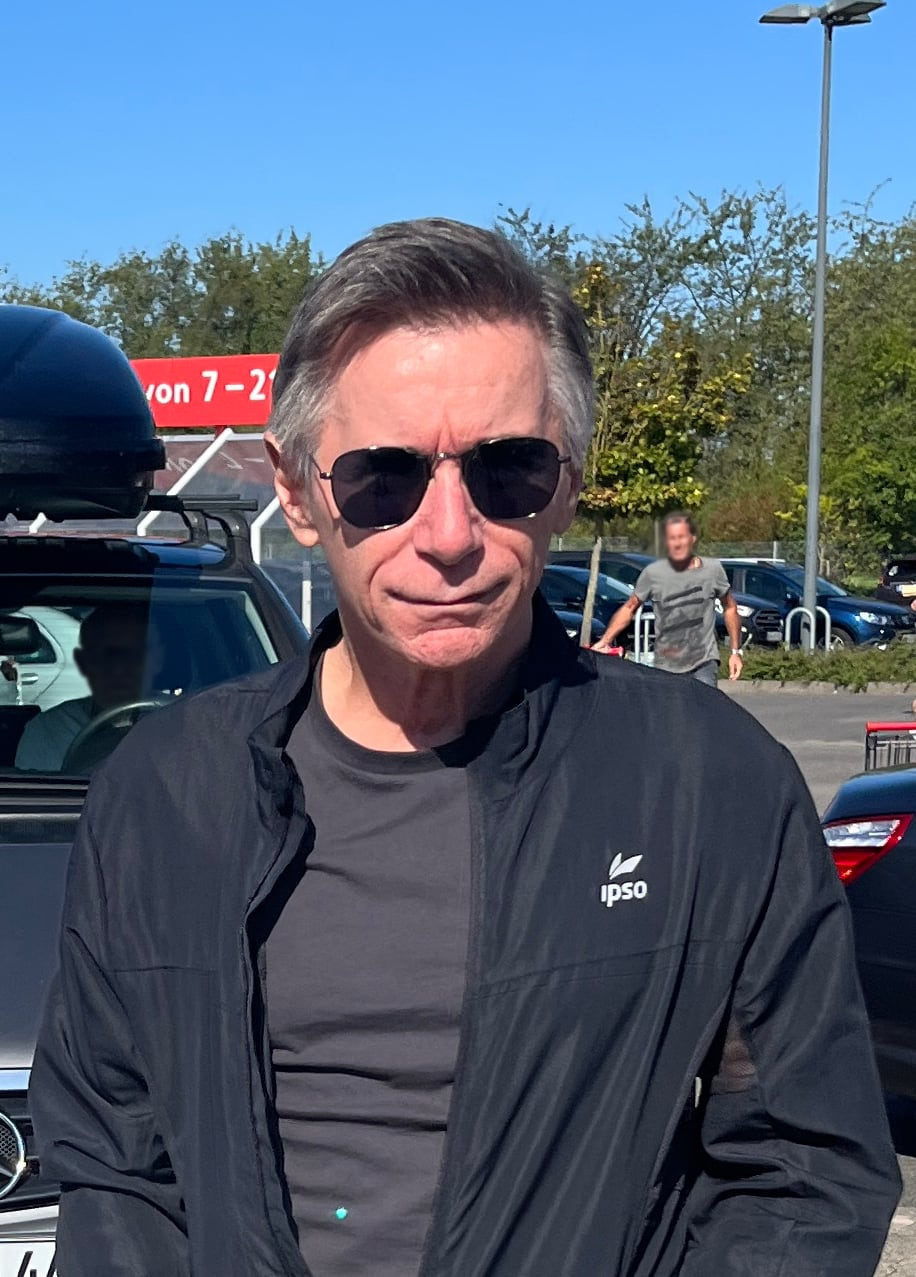
Ralph Seymour 2023

Ralph Seymour (* 4. Mai 1956 in Chicago, Illinois) ist ein US-amerikanischer Schauspieler.

## Wissenswertes
Ralph Seymour ist das mittlere von insgesamt fünf Kindern. Erste schauspielerische Erfahrungen sammelte er in Schulaufführungen sowie in der lokalen Theaterszene seiner Heimatstadt Lansing. Mitte der 1970er Jahre ging Seymour nach New York City, wo er als Theaterdarsteller eine größere Rolle in der Broadway-Produktion Equus bekommen konnte. 1979 zog er nach Los Angeles und begann dort als Darsteller im Film- und Fernsehbereich tätig zu werden.
Eine erste nennenswerte Rolle verkörperte Seymour in der kurzlebigen Sitcom Makin' It (1979). In den 1980er Jahren übernahm er diverse Rollen in Filmen wie Vor Morgengrauen (1981), Pee-Wee’s irre Abenteuer (1985) und Rain Man (1988). Des Weiteren war er fortlaufend als Gastdarsteller in weiteren Fernsehserien wie Polizeirevier Hill Street (1984), Flash – Der Rote Blitz (1990) und Emergency Room – Die Notaufnahme (2002) zu sehen.

## Filmografie

### Filme
- 1981: Die Maulwürfe von Beverly Hills (Underground Aces)
- 1981: Nebenstraßen (Back Roads)
- 1981: Vor Morgengrauen (Just Before Dawn)
- 1981: Longshot – Ihre Chance ist 1:1000 (Longshot)
- 1983: Surf II
- 1984: Das total verrückte Ferien-Camp (Meatballs Part II)
- 1985: Ghoulies
- 1985: Fletch – Der Troublemaker (Fletch)
- 1985: Pee-Wee’s irre Abenteuer (Pee-wee’s Big Adventure)
- 1986: Killer Party
- 1987: Das Reich der Sonne (Empire of the Sun)
- 1988: Winnie (Fernsehfilm)
- 1988: Rain Man
- 1989: Alles auf Sieg (Let It Ride)
- 1992: Rage and Honor
- 1997: Das Relikt (The Relic)
- 2002: Mord nach Plan (Murder by Numbers)

### Serien
- 1979: Makin' It (9 Episoden)
- 1981: Code Red (1 Episode)
- 1982: Archie Bunker's Place (1 Episode)
- 1983: Chefarzt Dr. Westphall (St. Elsewhere, 1 Episode)
- 1984: Polizeirevier Hill Street (Hill Street Blues, 1 Episode)
- 1986: Unglaubliche Geschichten (Amazing Stories, 1 Episode)
- 1986: Noch Fragen Arnold? (Diff'rent Strokes, 1 Episode)
- 1987: L.A. Law – Staranwälte, Tricks, Prozesse (L.A. Law, 1 Episode)
- 1989: Harrys Nest (Empty Nest, 1 Episode)
- 1990: Mit Herz und Scherz (Coach, 1 Episode)
- 1990: Flash – Der Rote Blitz (The Flash, 1 Episode)
- 1992: Frank Sinatra – Der Weg an die Spitze (Sinatra, 2 Episoden)
- 1995: New York Cops – NYPD Blue (NYPD Blue, 1 Episode)
- 1996: Lisa – Der helle Wahnsinn (Weird Science, 1 Episode)
- 1999: Brimstone (1 Episode)
- 2002: Emergency Room – Die Notaufnahme (ER, 1 Episode)